# 니슈킨

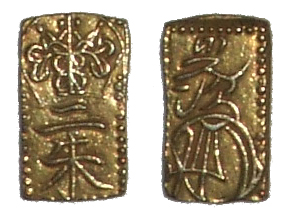
니슈킨

니슈킨(일본어: 二朱金→이주금)는 일본에서 에도 시대에 통용되던 금화이다.